# Джейсон Браун
Джейсон Браун (англ. Jason Brown; нар. 15 грудня 1994, Лос-Анджелес, США) — американський фігурист, який виступає як одиночник. Бронзовий призер в командних змаганнях на XXII зимових Олімпійських іграх у 2014 році . Срібний та бронзовий призер чемпіонатів світу серед юніорів, віце-чемпіон США 2014 року, чемпіон США серед юніорів. Станом на грудень 2013 займає 16-е місце в рейтингу Міжнародного союзу ковзанярів (ІСУ) .

## Кар'єра

### Початковий етап
Джейсон Браун народився в США (Лос-Анджелес) 15 грудня 1994 року. З юних років почав займатися фігурним катанням. У юніорському чемпіонаті США дебютував у 2010 році та одразу став чемпіоном. У наступному сезоні дебютував і в юніорській серії Гран-прі.
Тричі спортсмен брав участь в юніорській серії Гран-прі та двічі пробивався до фіналу, де найкращим місцем було перше місце в Квебеку у 2011. Роком пізніше у фіналі він зайняв четверте місце. Три рази брав участь у юніорському чемпіонаті світу та найвищим його досягненням на цьому турнірі стало 2-е місце в 2013. Спочатку він йшов як лідер юнацького турніру, але не впорався з хвилюванням та відкатав погано коротку програму, опинився на третьому місці. У гострій конкуренції він зумів перемогти своїх товаришів по американської збірної в довільній програмі, але виявився сумарно лише на другому місці. До слова, вперше на юніорському чемпіонаті світу юнаки однієї країни (США) зайняли весь п'єдестал. Роком раніше спортсмен на світовому чемпіонаті серед юніорів виявився третім.
З 2011 року спортсмен почав брати участь у дорослих змаганнях. Це був чемпіонат США, на ньому він довго не міг показати гідний результат. У олімпійський сезон він виступав по осені непогано, але в фінал не зумів пробитися. Однак у чемпіонаті США в 2014 він виступив чудово (вигравши довільну програму) і лише те, що в короткій програмі він був третім, не дозволило йому стати чемпіоном США, поступившись трохи Джеремі Ебботту показавши при цьому найкращі свої результати. Правда, офіційно вони не фіксуються (результати з національних чемпіонатів ІСУ не затверджує). Через годину по закінченню чемпіонату США Джейсон Браун був включений до складу американської збірної на XXII Олімпійські ігри.

### Олімпійський турнір
Вперше на зимових Олімпійських іграх було включено командне змагання. Збірна США увійшла до числа команд які виступали в командних змаганнях. У кожному виді виступав один спортсмен (пара), в чоловічому катання був заявлений Ебботт. Однак Ебботт невдало виступив у короткій програмі (7-е місце), за рахунок інших дисциплін збірна США вийшла у фінал; але в чоловічому одиночному катанні американська делегація зробила заміну (правила це допускали) на довільну програму, де був заявлений Браун. Він виступив дуже непогано для дебюту, зайняв 4-е місце та зміцнив для збірної США позиції за бронзову медаль. На першому міжнародному змаганні серед дорослих фігуристів Джейсон Браун виграв бронзову медаль. В особистому турнірі він опинився на 9-му місці, виступивши краще за чемпіона США Ебботта.

## Спортивні досягнення
| Змагання                                 | 2009 — 2010 | 2010 — 2011 | 2011 — 2012 | 2012 — 2013 | 2013 — 2014 |
| ---------------------------------------- | ----------- | ----------- | ----------- | ----------- | ----------- |
| Зимові Олімпійські ігри                  |             |             |             |             | 9           |
| Зимові Олімпійські ігри. Командний залік |             |             |             |             | 3           |
| Етапи Гран-Прі: Французький Трофей       |             |             |             |             | 3           |
| Етапи Гран-Прі: Кубок Америки            |             |             |             |             | 5           |
| Небелхорн Трофі                          |             |             |             |             | 2           |
| Чемпіонати світу серед юніорів           |             | 7           | 3           | 2           |             |
| Фінали юніорського Гран-прі              |             |             | 1           | 4           |             |
| Чемпіонати США з фігурного катання       |             | 9           | 9           | 8           | 2           |
| Першість США серед юніорів               | 1           |             |             |             |             |
| Етапи юніорського Гран-прі, Австралія    |             |             | 1           |             |             |
| Етапи юніорського Гран-прі, Франція      |             | 2           |             | 2           |             |
| Етапи юніорського Гран-прі, Італія       |             |             | 2           |             |             |
| Етапи юніорського Гран-прі, Японія       |             | 6           |             |             |             |
| Етапи юніорського Гран-прі, Туреччина    |             |             |             | 1           |             |
| Юніорський Трофей Валь-Гардена           | 1           |             |             |             |             |